# Hiroki Azuma
Pour les articles homonymes, voir Azuma (homonymie).
 (4 septembre 2020).
Hiroki Azuma (東 浩紀, Azuma Hiroki), né le 9 mai 1971 à Mitaka, est un critique culturel japonais et depuis 2006 professeur au Sekai Bummei Center (世界文明センター, Sekai Bummei Sentā, du Tōkyō Kōgyō Daigaku. Il est notamment connu pour son étude sur les transformations culturelles chez les jeunes générations japonaises, en particulier la culture pop et la culture Otaku (passionnés de manga et de jeux vidéo, parfois au point d'en devenir asociaux).
Il est marié avec l'auteur et poétesse Sanae Hoshio avec laquelle il a eu un enfant. Son beau-père est le traducteur Nobumitsu Kotaka.

### Essais critiques

#### En tant qu'auteur
- Sonzaironteki, Yūbinteki Jacques Derrida ni tsuite (存在論的、郵便的ジャック･デリダについて, dt. „Ontologisch, postalisch. Über Jacques Derrida“). Shinchōsha, 1998
- Yūbinteki Fuan-tachi (郵便的不安たち, dt. „Postalische Ängste“). Asahi Shimbun-sha, 1999
- Fukashi na Mono no Sekai (不過視なものの世界; dt. „Die Welt der unsichtbaren Dinge“). Asahi Shimbun-sha, 2000
- Dōbutsuka suru Postmodern. Otaku kara mita Nihonshakai (動物化するポストモダン―オタクから見た日本社会, dt. „Die zum Tier machende Postmoderne. Die japanische Gesellschaft vom Otaku aus gesehen“). Kōdansha, 2001
  - Hiroki Azuma (trad. Jonathan E. Abel, Shion Kono), Otaku. Japan’s Database Animals, University of Minnesota Press, 2009 (ISBN 978-0-8166-5352-2 et 978-0-8166-5351-5)englische Übersetzung
- Yūbinteki Fuan-tachi# (郵便的不安たち#). Asahi Shimbun, 2002 (überarbeitete Neuauflage des gleichnamigen Buches)
- Game-teki Realism no Tanjō. Dōbutsuka suru Postmodern 2 (ゲーム的リアリズムの誕生―動物化するポストモダン2, dt. „Die Geburt des (Computer-)spielhaften Realismus. Die zum Tier machende Postmoderne 2“). Kōdansha, 2007
- Bungaku Kankyō Ronshū. Azuma Hiroki Collection L (文学環境論集 東浩紀コレクションL, dt. „Literatursammlung. Hiroki-Azuma-Sammlung L“). Kōdansha, 2007
- Jōhō Kankyō Ronshū. Azuma Hiroki Collection S (情報環境論集 東浩紀コレクションS; dt. „Nachrichtensammlung. Hiroki-Azuma-Sammlung S“). Kōdansha, 2007
- Hihyō no Seishin Bunseki. Azuma Hiroki Collection D (批評の精神分析 東浩紀コレクションD; dt. „Psychoanalyse von Kritiken/Rezensionen. Hiroki-Azuma-Sammlung D“). Kōdansha, 2007

#### En tant que co-auteur
- mit Kiyoshi Kasai: Dōbutsuka suru Sekai no Naka de (動物化する世界の中で). Shūeisha, 2003
- mit Masachi Ōsawa: Jiyū o kangaeru. 9-11 Itō no Gendai Shisō (自由を考える―9・11以降の現代思想, dt. „Freiheit denken. Kontemporäre Gedanken nach dem 11. September“). NHK Shuppan, 2003
- mit Akihiro Kitada: Tōkyō kara kangaeru. Kakusa, Kōgai, Nationalism (東京から考える―格差・郊外・ナショナリズム, dt. „Von Tokio aus gedacht. Unterschiede, Vorstädte, Nationalismus“). NHK Shuppan, 2007
- mit Eiji Ōtsuka: Real no Yukue – Otaku/Otaku Hadō ikuru ka (リアルのゆくえ―おたく／オタクはどう生きるか). Kōdansha, 2008
- mit Shinji Miyadai: Chichi toshite kangaeru (父として考える). Nihon Hōsō Shuppan Kyōkai, 2010

#### En tant qu'éditeur
- Bishōjo Game no Rinkaiten (美少女ゲームの臨界点, dt. „Der kritische Punkt der Bishōjo-Spiele“; Comiket 66, 2004)
- Bishōjo Game no Rinkaiten + 1 (美少女ゲームの臨界点＋１; Comiket 67, 2004)
- Gō Itō, Mari Kotani, Tamaki Saitō, Kentarō Takekuma und Kaoru Nagayama: Mōjō Genron F-kai. Postmodern, Otaku, Sexuality (網状言論F改―ポストモダン・オタク・セクシュアリティ, dt. „Meinungen in Netzform. Postmoderne, Otaku, Sexualität“; Seidosha, 2003)
- Masachi Ōsawa, Akihiro Kitada, Kensuke Suzuki und Shinji Miyadai: Hajō Genron S-kai. Shakaigaku, Meta-Game, Jiyū (波状言論S改―社会学・メタゲーム・自由; dt. „Meinungen in Wellenform. Soziologie, Metaspiel, Freiheit“; Seidosha 2005)
- Contents no Shisō. Manga, Anime, Light Novel (コンテンツの思想―マンガ・アニメ・ライトノベル, dt. „Inhaltliche Gedanken. Manga, Anime, Light Novel“; Seidosha, 2007)
- mit Eiji Ōtsuka (Hrsg.): Shingenjutsu (新現実). Band 1, Kadokawa Shoten, 2002
- mit Akihiro Kitada (Hrsg.; nur Bände 1–2): Shisō Chizu (思想地図, dt. „Gedankenkarte“). Bände 1–4, Nihon Hōsō Shuppan Kyōkai, 2008–2010
- Shisō Chizu β (思想地図β, dt. „Gedankenkarte β“). Contectures, seit 2010
- mit Shinji Miyadai (Hrsg.) und Takashi Murakami (Hrsg.): Nihonteki Sōzō Ryoku no Mirai (日本的想像力の未来, dt. „Die Zukunft der japanischen Vorstellungskraft“). Nihon Hōsō Shuppan Kyōkai, 2010

### Romans
- mit Hiroshi Sakurazaka: Characters (キャラクターズ). Shinchōsha, 2008, Erstveröffentlichung in Shinchō (Ausgabe Oktober 2007), Roman
- Quantum Families (クォンタム・ファミリーズ, Kwontamu Famirīzu). Shinchōsha, 2009, Roman
- Fractale/Reloaded (フラクタル/リローデッド, Furakutaru/Rirōdeddo). Media Factory, Fortsetzungsroman, seit 6. Januar 2011 im Magazin Da Vinci (ab Ausgabe 2/2011)